# ريكوبا سودأمريكانا 2012
ريكوبا سودأمريكانا 2012 هو الموسم 20 من ريكوبا سودأمريكانا. أشرف على تنظيمه كونميبول، وكان عدد الأندية المشاركة فيه 2، وفاز فيه نادي سانتوس.